# Paul O'Neill
Paul Henry O'Neill, född 4 december 1935 i Saint Louis i Missouri, död 18 april 2020 i Pittsburgh i Pennsylvania, var en amerikansk affärsman och politiker. Han var bland annat verkställande direktör för metallindustriföretaget Alcoa 1987–1999 och USA:s finansminister under president George W. Bush 2001–2002.
Han var gift med Nancy Jo Wolfe och hade fyra barn.